# جورج بي. أندرسون
جورج بي. أندرسون (بالإنجليزية: George B. Anderson)‏ هو عسكري أمريكي، ولد في 12 أبريل 1831 في مقاطعة أورانج في الولايات المتحدة، وتوفي في 16 أكتوبر 1862 في رالي في الولايات المتحدة.